# Blennosperma
Blennosperma es un género de plantas con flores que contiene once especies. Dos especies son endémicas de California en EE. UU.. Otra se encuentra solo en Chile. Comprende 39 especies descritas y de estas, solo 23 aceptadas.

## Taxonomía
El género fue descrito por Christian Friedrich Lessing y publicado en Synopsis Generum Compositarum 267. 1832.

## Especies aceptadas
A continuación se brinda un listado de las especies del género Blennosperma aceptadas hasta julio de 2012, ordenadas alfabéticamente. Para cada una se indica el nombre binomial seguido del autor, abreviado según las convenciones y usos.
- Blennosperma chilense Less.
- Blennosperma nanum (Hook.) S.F.Blake